# (8014) 1990 MF
(8014) 1990 MF est un astéroïde Apollon potentiellement dangereux de 0,7 km de diamètre découvert en 1990.

## Description
(8014) 1990 MF a été découvert le 26 juin 1990 à l'observatoire Palomar, situé au nord de San Diego en Californie, par Eleanor Francis Helin.

### Caractéristiques orbitales
L'orbite de cet astéroïde est caractérisée par un demi-grand axe de 1,75 UA, un périhélie de 0,95 UA, une excentricité de 0,46 et une inclinaison de 1,87° par rapport à l'écliptique. Du fait de ces caractéristiques, à savoir un demi-grand axe supérieur à 1 UA et un périhélie inférieur à 1,017 UA, il est classé comme astéroïde Apollon. Il est en outre considéré comme un objet potentiellement dangereux, car sa distance minimale à l'orbite terrestre est inférieure à 0,05 UA et son diamètre est d'au moins 150 mètres.

### Caractéristiques physiques
(8014) 1990 MF a une magnitude absolue (H) de 18,7 et un albédo estimé à 0,059, ce qui permet de calculer un diamètre de 0,7 km.